# متحف الصحوة الوطنية
متحف الصحوة الوطنية هو متحف تاريخي يقع في جاكرتا عاصمة إندونيسيا. المتحف مخصص لتاريخ الصحوة الوطنية الإندونيسية.

## التاريخ

### البناء
تم بناء مبنى المتحف من عام 1899 إلى عام 1901. في مارس 1902 تم افتتاح المبنى رسميًا باسم ستوفيا، وهو مدرسة الطب الاستعماري للجاويين وغيرهم من السكان الأصليين. اضطر الطلاب للعيش فيه للنوم حتى الانتهاء من الدراسة 10 سنوات.
في عام 1920 نظرًا للعدد المتزايد من الطلاب أجريت الدراسات في مبنى جديد (أصبح الآن مرفق الطب بجامعة إندونيسيا). ثم تم استخدام المبنى كمدرسة مولو (أي ما يعادل المدرسة الإعدادية)، ومدرسة آمس (أي ما يعادل المدرسة الثانوية العليا) ومدرسة لمساعدي الصيدلي. خلال الاحتلال الياباني تم استخدام المبنى من قبل اليابانيين لاحتواء أسرى الحرب الهولنديين. بعد استقلال إندونيسيا تم استخدام المبنى كمساكن مؤقتة لـ جيش جزر الهند الشرقية الهولندية وعائلاتهم.

### المتحف
بسبب علاقة المبنى بمولد بودي أوتومو في 20 مايو 1908، الذي يعتبر يومه رسميًا هو يوم الصحوة الوطنية منذ عام 1948، تم ترميم المبنى من قبل حكومة جاكرتا في أبريل 1973. تم بناء المبنى رسميًا من قبل ثم الرئيس سوهارتو في 20 مايو 1974 تحت اسم جيدونج كيبانجكانيتان ناسيونال (أي «بناء الصحوة الوطنية»). تم نقل شاغليها السابقين إلى منطقة سينغكارانغ.
تم إنشاء المبنى في البداية في أربعة متاحف: متحف بودي أوتومو ومتحف النساء ومتحف بيرس ومتحف الصحة والطب. في 7 فبراير 1984 تم دمج المتاحف الأربعة في متحف الصحوة الوطنية.

## المقتنيات
يجمع المبنى 2.042 عنصرًا يتعلق بالصحوة الوطنية الإندونيسية، بما في ذلك الأثاث الأصلي لمبنى المدرسة، والمعدات الطبية، والأزياء الطبية، والأسلحة، والصور الفوتوغرافية، واللوحات، والمنحوتات، والديوراما، والمنمنمات، والرسومات والخرائط.
ينقسم المتحف إلى قاعات عرض بأربعة مواضيع: «غرفة الثورة المبكرة»، «غرفة الوعي الوطني»، «غرفة الثورة»، و«غرفة ميموريال لبويدي أوتومو».